# Peter Skautrup
Jens Peter Andreas Skautrup, född 21 januari 1896, död 5 augusti 1982, var en dansk språkvetare. Han var professor i nordiska språk vid Aarhus universitet 1934–1966 och universitets rektor 1953–1955. Han invaldes 1958 som utländsk ledamot av svenska Vetenskapsakademien.

## Utmärkelser
- Köpenhamns universitets guldmedalj,  1926[3]
- Hedersdoktor vid Stockholms universitet,  1950[3]
- Dannebrogsmännens hederstecken,  1951[3]
- Kommendör av Dannebrogorden,  1953[3]

[Redigera Wikidata]

### Fotnoter
1. 1 2  Bibliothèque nationale de France, BnF Catalogue général : öppen dataplattform, id-nummer i Frankrikes nationalbiblioteks katalog: 12182730m.[källa från Wikidata]
2. ↑  kyrkbok, läs online, läst: 19 april 2023.[källa från Wikidata]
3. 1 2 3 4 5 6 7 8 9 10  Dansk biografisk Leksikon-ID: Peter_Skautrup, läst: 19 april 2023.[källa från Wikidata]
4. ↑  Enligt  Kungl. vetenskapsakademien, Matrikel. 1984. sid. 15 avled han 1983.